# Netiketa

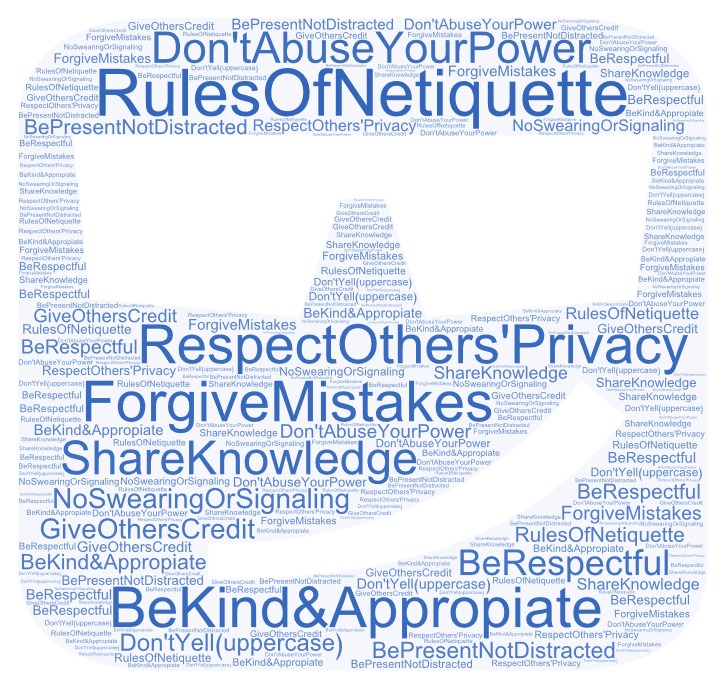
Emotikon vytvořený ze slov týkajících se pravidel netikety

Netiketa (anglicky netiquette, odvozené z českého etiketa) je souhrn všeobecných pravidel slušného (resp. zdvořilého) chování uživatelů na internetu. Slovo netiquette vzniklo spojením dvou anglických slov net (česky počítačová síť, používaná také jako zkratka pro internet) a slova etiquette. Definici netikety vytvořil v roce 1995 S. Hambridge ze společnosti Intel, která byla přijata jako internetový standard RFC 1855 Netiquette Guidelines. Dokument vznikl pro potřebu moderování diskuzních skupin na Usenet, BBS a e-mailových konferencí.
V internetovém světě bychom se měli chovat podobně jako ve světě reálném, tedy jako civilizovaní lidé.

## Pravidla
1. Nezapomínejte, že na druhém konci jsou lidé, nikoli počítač. To, co napíšete, byste možná dotyčnému nikdy do očí neřekli.
2. Dodržujte obvyklá pravidla slušnosti normálního života. Co je nevhodné v obvyklém životě, je samozřejmě nevhodné i na internetu.
3. Zjistěte si taktně kde a s kým mluvíte (sociální síť, chat, e-mail, diskuzní fórum).
  - Internet je přístupný lidem z celého světa a v každé zemi platí jiná morálka. Co je dovolené na americkém chatu, nemusí být dovolené na arabském a to platí o všech podobných skupinách.
  - O politice, náboženství a podobných tématech by se proto mělo diskutovat s maximálním taktem a v mezích slušnosti.
4. Berte ohled na druhé. Ne každý má tak dobré internetové připojení jako vy.
  - Neposílejte zbytečně velké e-mailové zprávy a posíláte-li přílohy, komprimujte je.
  - Při posílání fotografií je zmenšujte nebo místo posílání e-mailem sdílejte.
5. Je vhodné psát s diakritikou. Vyvarujete se tak nedorozumění.
  - Nekomolte rodnou řeč. Toto je obzvlášť důležité, protože se jinak dopustíte faux-pas.
  - Pokud jste z nějakého důvodu nuceni psát bez diakritiky, snažte se používat správný pravopis.
  - Nebuďte grobián, nezveřejňujte nepravdivé nebo i pravdivé, ale choulostivé informace.
6. Pomáhejte v diskuzích. Pokud má někdo v diskuzi nějaký problém, odpovězte mu, pokud znáte odpověď. Někdo jiný zase pomůže vám.
  - Platí zásada: „Napřed poslouchej, pak piš.“
7. Nerozpoutávejte flame wars a pomáhejte je udržet pod kontrolou. Emotivní a ostrá výměna názorů se v nich odehrává mezi málo jedinci.[3]
8. Respektujte soukromí jiných.
  - Pokud vám omylem přišla zpráva, která vám nepatří, je vhodné ji smazat a taktně upozornit odesilatele na jeho chybu.
9. Nezneužívejte svou moc či své vědomosti.
10. Odpouštějte ostatním chyby. I vy je děláte. Nevysmívejte se jim a nenadávejte na ně.
11. Nešiřte hoaxy. Zahlcují internet. Pokud vám přijde hoax, zdvořile upozorněte jeho odesílatele, že takové jednání je nevhodné.
12. Nerozesílejte spam a reklamu.
13. Neporušujte autorská práva.[4][5]

## Emailová komunikace
V dnešní době se používání emailové komunikace dosti omezuje. Případy, ve kterých je tento způsob komunikace nadále často využíván, je pro školní a pracovní účely. Proto existují pravidla pro eticky správnou emailovou komunikaci:
1. Je třeba předpokládat, že emailová komunikace není bezpečná. Nelze zapomenout, že dopis si může naprosto bez problémů přečíst např. správce sítě. Na druhou stranu, on by se tím vystavil trestnímu stíhání pro porušení zákona, pokud k něčemu takovému nemá soudní oprávnění. Na elektronickou poštu se totiž vztahuje listovní tajemství.[6]
2. Je třeba respektovat autorská práva reprodukovaného materiálu.
3. Není eticky vhodné posílat řetězové dopisy.
4. Není eticky správné posílat spam.
5. Je dobré si prvně přečíst všechny Předměty nově příchozích emailů, před začátkem odpovídání na jednotlivé zprávy.
6. Je vhodné věnovat pozornost při adresování emailu.
7. Je třeba myslet na to, komu je email adresován.
8. Je dobré neposílat emailovou komunikaci, která obsahuje velké přílohy.
9. Je vhodné podepisovat emailovou komunikaci.
10. Není vhodné používat slang, nářečí sarkasmus či ironii.
11. Je dobré věnovat pozornost pravopisu.
12. Je dobré poskytnout lidem dostatek času, aby mohli na email odpovědět.
13. Není vhodné používat pouze velká písmena.
14. Lze používat symboly pro zdůraznění.
15. Je přínosné psát do Předmětu text, který reprezentuje podstatu celého emailu. Tento text by měl být stručný, konkrétní a výstižný.[1]
16. Je dobré omezit emailovou komunikaci na rozumnou délku.
17. Je třeba dát pozor na své formulace.
18. Je třeba zalamovat ručně řádky a oddělovat odstavce volným řádkem.
19. Je dobré kontrolovat emailovou komunikaci alespoň jednou denně.
20. Před odesláním je dobré si email ještě jednou přečíst.[6]

## Sociální sítě
Sociální sítě v dnešní době ovlivňují do jisté míry život každého člověka. Proto i zde platí etické zásady slušného chování.
1. Je třeba respektovat názory všech uživatelů a není vhodné psát v emočně vypjatých situacích. Dále není vhodné podnikat přes sociální sítě osobní útoky.
2. Není eticky správné psát rasistické, sexistické, diskriminující, pornografické či vyhrožující komentáře a příspěvky.
3. Při objevení urážejících, diskriminujících a ponižujících komentářů, je dobré upozornit autora, že takto není vhodné komunikovat.[7]
4. Při objevení rasistických, sexistických, pornografických nebo vyhrožujících komentářů a příspěvků, je třeba danou osobu nahlásit nebo blokovat.

## Knihy o netiketě
O netiketě existuje kniha určena pro děti a mládež Netiketa: dobré mravy na internetu od Zofie Staniszewské. Zábavnou a srozumitelnou formou zasvěcuje do tajemství netikety, tedy pravidel slušného chování na internetu, učí je, jak kultivovaně blogovat a psát příspěvky na sociálních sítích, jak používat smartphony a tablety, ukazuje rizika kyberšikany a způsoby, jak ji řešit, aby se internet stal bezpečnějším místem.

## Bezpečnost na internetu
Pro ochranu soukromí je vhodné používat na internetu přezdívky, které neodkazují ke skutečnému jménu uživatele.